# Гегемонія (Зоряний шлях)
Гегемонія (Hegemony) — десята і заключна серія другого сезону американського телевізійного серіалу «Зоряний шлях: Дивні нові світи». Сценарій епізоду написав Генрі Алонсо Майєрс; режисувала Майя Врвіло. Перший показ відбувся 3 серпня 2023 року.

## Зміст
USS «Enterprise» рухається в космосі.
USS «Каюга» знаходиться на орбіті планети-колонії Парнаса Бета, недалеко від простору Федерації. Колонія була спроектована так, щоб виглядати як маленьке містечко на старому Середньому Заході. Отримано завдання допомогти колонії — покращити її сільське господарство та забезпечити населення необхідними вакцинами. Чапель на кораблі, щоб почати спілкування з доктором Корбі, і допомагає з вакцинацією. Батель запитує її, чи Корбі не проти, щоб вона з'явилася раніше. Чапель зазначає, що в космосі ніхто ніколи не з'являвся, коли мав намір. Зробивши щеплення, вона повертається на корабель.
Батель отримує повідомлення від Пайка; вони обмінюються жартами. Пайк каже, що не співав кожні десять хвилин, і запитує про людей на Парнасі. Батель вважає ситуацію складною — членство у Федерації їм допомогло б, але вони боялися мати на скроні мішень. Коли Пайк починає щось пропонувати, Батель нагадує, що вона заробляла цим на життя. Пайк зізнається, що сумує за нею; пропадає сигнал. Пайк дивиться на наріжний камінь моряка з Опеліана, який Батель йому подарувала.
Проблема зі зв'язком від Батель, вона комунікує з одним із своїх офіцерів, Дагом Аппелем. Аппель викликає «Каюгу», він отримує лише статику. Їхню увагу привертає човник, який горить і не контролюється, мчить та розбивається біля міста. Батель закликає Аппеля негайно підключити «Каюгу» до зв'язку, прапорщик дивиться в небо — величезне судно входить в атмосферу.
На борту «Ентерпрайза» Ухура приймає сигнал лиха з «Каюги». Батель повідомляє — корабель і колонія піддаються нападу Горнів. Пайк негайно наказує Ортегас рушати до Парнас Бета, а Ухурі відкрити безпечний канал до адмірала Ейпріла. Адмірал пояснює, що Федерація знаходиться на небезпечному рівні у відносинах з Гегемонією Горнів. Пайк знає, що Горни вже деякий час збирають свої сили на кордоні. Ейпріл нагадує, що ситуація відбувалася за межами території Федерації, цей інцидент може спровокувати війну між Федерацією та Горнами, чого Зоряний флот хоче уникнути. Пайк вважає, що Горни напали першими, але Ейпріл нагадує, що колонія була поза їхньою юрисдикцією — хоча їм все ще потрібно з'ясувати, чому Горни напали. Пайк уже стикався з ними раніше — під час нападу на Фінібус III, і засуджує їх як монстрів. Ейпріл зазначає, що «монстр» це термін, який використовувався для опису того, що незрозуміло. Але Пайк заперечує цьому. Ейпріл вимагає максимальної обережності, наказуючи проводити розвідку лише для того, щоб уникнути подальшого загострення ситуації. Він знає, що Пайк і Батель близькі, й сподівається, що це не змінить судження капітана. Ортегас доповідає з містка, що вони виходять із варпу, Пайк коротко запевняє адмірала, що нічого небезпечного не станеться.
Пайк оголошує жовту тривогу й наказує Ортегас повільно обвести їх навколо зворотного боку місяця. Коли вона це робить, екіпаж дивиться в приголомшену тишу на знищену «Каюгу».
Розбита тарілка «Каюги» пливе перед ними, Пайк нагадує команді не робити припущень. Спок сканує ознаки життя та рятувальні капсули, сподіваючись, що хтось із екіпажу вижив. Але сканери Спока не працюють; про зв'язківців те саме повідомляє Ухура, а про транспортників — Уна. Спок виявляє зустрічну частоту, що надходить від планети, приглушуючи всі сканування, зв'язок і транспортні сигнали між «Ентерпрайзом» й поверхнею. Пайк запитує, що стало причиною цього, Ла'ан відповідає — імовірно це поле перешкод, розгорнуте Горнами, щоб запобігти комунікації чи пересуванням. Пайк закликає команду думати — коли він розмовляв з Батель, вона була на поверхні разом із більшою частиною команди, та вірить, що вона все ще може бути там. Уна нагадує: протокол Зоряного Флоту вимагає, щоб ті, хто вижив, доклали всіх зусиль, щоб закликати всіх, хто спостерігає. Ухура знає, що комунікації та датчики не працюють, але вони все ще в зоні видимості. Уна думає, що вони можуть спілкуватися за допомогою світла, вогнів або сигналів диму. Пайк наказує їм почати спостереження.
Спок виявляє вхідну сигнатуру деформації, Пайк наказує попередити про червону тривогу. Спок ідентифікує корабель як мисливця Горнів; Пайк наказує приготувати фазери. Ухура отримує повідомлення з-за меж поля перешкод, надіслане Зоряним Флотом: вони отримали повідомлення від Горнів. Це зображення демаркаційної лінії через систему Парнас. І Парнас Бета був на їхньому боці лінії. Зоряний Флот наказав «Ентерпрайзу» підтримувати їхню сторону. Пайк викликає командний екіпаж до своєї кімнати переговорів.
Пайк оцінює ситуацію: «Ентерпрайз» тримається на своєму боці демаркації, а Горни поки що тримаються свого — але він вірить, що вцілілі з «Каюги» можуть бути на боці Горнів. Пайк дає зрозуміти, що він не наказує нікому супроводжувати його; але готовий піти сам, якщо доведеться. Спок першим заговорив, бажаючи допомогти Батель та Чапель. Ухура відчуває те саме, і Уна вірить, що вони всі живі. Пайк дякує, але вважає, що їм краще залишитися на кораблі, щоб допомогти запобігти війні. Сем Кірк пропонує свої послуги — і хоче вивчити Горнів зблизька. Ла'ан запитує, чи готовий він зробити це за допомогою фазера — отримує ствердну відповідь. М'Бенга також зголосився допомогти цьому дослідженню. Ла'ан визнає, що хотіла б, щоб вони померли так само, якщо не гірше, ніж інші. Однак вони не знали, на що йдуть на поверхні, і вона вважає, що фазерів буде недостатньо.
Однак у Пайка є щось, що може допомогти. Він дзвонить начальнику транспортної служби Джею — чи транспортери на кораблі все ще працюють. Джей підтверджує, і Пайк наказує відправити ящик 32 до своєї кімнати. Оскільки Горни почали накопичуватися на кордоні, Зоряний Флот створив «Горнські протоколи» для будь-яких майбутніх контактів із ворожими видами. Нові протоколи включають покращені фазерні гармоніки для протидії їх захисту, покращення їхніх трикодерів для кращого виявлення сумнозвісних непомітних істот та азотні гранати, які були б смертельними для холоднокровних рептилоїдів. Ортегас запитує, як вони мали вийти на поверхню, щоб використати їх. Пайк зізнається, що не знає, але вважає — можливо, все, що їм потрібно, це скласти правильний курс.
Уна проводила прогнози, включно з використанням супутника Парнасу як рогатки та налаштування на синхронну орбіту, щоб не перебувати на тому самому маршруті, що й корабель-мисливець, але незважаючи ні на що, мисливець все одно виявить їх. Ортегас вказує на поле уламків «Каюги», вказуючи, що Горн не стріляв туди, тому що вони вже це зробили. Пайк вважає це геніальною ідеєю — щоб човник виглядав просто як шматок сміття, Горни могли би пропустити їх. Пайк зізнається, що міг би використати досвід Еріки.
Човник, замаскований металобрухтом, дрейфує крізь поле уламків «Каюги» в зону дії сканера корабля-мисливця. Вони повинні виглядати такими ж мертвими, як і решта «Каюги» — потім вибачається перед Пайком, усвідомлюючи, що вона щойно сказала. Пайк запевняє, що все гаразд, і його нерви теж були на межі. До складу десанту також входять Ла'ан, М'Бенга та Кірк. З «Ентерпрайза» команда спостерігає, як шатл проноситься повз них, Угура називає це трюком із старих фільмів про зомбі; на збентеження Спока. Човник виходить із зони дії «Ентерпрайза»; Пайк і його команда тепер залишилися самі. Коли шатл починає неконтрольоване зниження, обертаючись до поверхні, Пайк запитує, чи планувала Ортегас активувати двигуни. Ортегас дорікає йому за керування і відповідає, що чекає, поки вони опустяться нижче 1500 метрів, щоб уникнути сканерів Горнів. Після напруженого моменту Ортегас піднімає човник, перш ніж нагадати Пайку, що він колись був пілотом-випробувачем. Однак Пайк вважає, що Ортегас булп народжена для цього.
Спок продовжує намагатися знайти спосіб виявити ознаки життя на борту «Каюги». Він припустив наявність частотного розриву в полі перешкод, але досі не зміг його знайти. Уна не думає, що там хтось живий, але Спок наполягає, що спектрометричний аналіз вказує на кишені кисню на борту. Спок визнає, що між ним і Чапель все закінчилося погано, і вони сварилися — все те, що здається дріб'язковим перед лицем смерті, але все одно хоче вибачитися перед нею. Уна запевняє, що це не його вина. Спок повертається до своїх сканувань, зауважуючи, що «Каюга» обертається кожні дві години, і їхній лазарет підійде — можливо, цільове сканування покаже ознаки життя.
На поверхні Парнасу Бета Пайк бачить пристрій, який не здавався знайомим. Ла'ан ідентифікує це як технологію Горнів — бачила одну на планеті розмноження, з якої вона втекла. Її брат Ману вважав, що це був маяк, призначений для захоплення мандрівників. Коли десантний загін знімає фільм, Пайк здогадується, що це було джерело поля перешкод, і сканування Ла'ан це підтверджує. Пересуваючись, вони бачать сліди боротьби; Лаан припускає, що колоністи були в будівлях і програли. Пайк знає, що в колонії було п'ять тисяч людей, і впевнений — є ті, хто вижив. Кірк виявляє сигнал, що надходить, і Ла'ан підтверджує — розмір вказує на молодняк Горна. Команда ховається і спостерігає за істотою, яка переслідує. Пайк дає сигнал, і Ла'ан збиває його пострілом, доводячи, що нові налаштування фазера спрацювали. Ла'ан знає, що Горн розкидав яйця по всій планеті, щоб полегшити завоювання планети; вежа поля перешкод просто «замикала двері». М'Бенга зазначає, що молодняк виглядав голодним — їжі не залишилося. Пайк зберігає оптимізм — є ті, хто все ще переховуються. Сканери Кірка вловлюють ще десятки молодняка, і Пайк направляє їх до сусідньої каюти, вимикаючи світло на бойових жилетах. Молодняк бігає вулицями, пара з них зупиняється, щоб з'їсти труп того, кого вбила Ла'ан.
На «Ентерпрайзі» Ухура знаходить Пелію, яка працює над калібруванням дефлекторного щита. Ухура намагається з'ясувати, як Горни блокують зв'язок, і має «божевільну» теорію. Пелія зауважує — вона любила божевільні теорії.
Ла'ан висловлює збентеження — молодняк повинен боротися за домінування, а не діяти разом. Пайк вважає, що — якщо вона їх не розуміла, це означало, що в Горнів було щось, що їм ще належить відкрити, і вважає — варто спробувати дотягнутися, а не боротися з ними. Ла'ан запевняє, що Батель жорстка, жартуючи — якби вона могла впоратися з Пайком, Горни були б «шматком пирога». Ортегас повідомляє, що Горни пішли далі, а сканери Кірка вловили аномальний сигнал, що надходить з вулиці — люди.
Усередині вони знаходять лише сліди різанини, і Ла'ан вважає, що той, кого вони шукають, недостатньо обережний. Сканер Кірка слідкує за сигналом до пристрою в сусідній картонній коробці. Виникає силове поле, яке блокує їх, і молодий чоловік у формі інженера Зоряного Флоту зауважує, що вони не Горни. Пристрій являв собою пастку, розроблену для того, щоб через регулярні проміжки часу видавати слухові та феромонні ознаки життя, а також теплові сигнатури. Він називає себе молодшим лейтенантом Монтгомері Скоттом. Ла'ан не знає імені з корабельного журналу «Каюги», Скотт пояснює, що він був з USS «Стардайвер», дослідницького судна, яке вивчало активність сонячних спалахів в одній системі, коли Горни атакувавли. «Stardiver» був знищений разом з усім екіпажем; Скотт врятувався на човнику, налаштувавши двигуни, щоб втекти до системи Парнас, де він сховався на видноті. Скотт визнає, що він може бути креативним, коли на нього полюють м'ясоїдні ящірки. Пайк похмуро запитує, чи хтось із екіпажу «Каюги» вижив.
Скотт веде їх до Батель і частини її команди, поренної, але живої. Батель називає Пайка бовдуром за те, що він прийшов, а тепер застряг з ними. У Пайка є човник, який може доставити їх у безпечне місце, але всі вижилі не помістяться. Скотт пояснює, що «Стардайвер» був у системі Шандаі, коли червоний надгігант почала випускати корональні викиди. Коли вони спостерігали за активністю, Горни накинулися на них, і Скотт вважає, що щось у факелах викидів виманило їх. Кірк порівнює це з сараною, інстинкт роїння якої викликаний факторами навколишнього середовища. Батель вважає цю критичну розвідку тим, що вони могли б використати проти Горнів, а Пайк бачить додаткову причину покинути планету. Інженер пояснює, що він швидко оцінив технологію сканування Горнів і визначив, як вони можуть ідентифікувати один одного, подібно до транспондерів Зоряного флоту. Він створив власний горн-транспондер, використовуючи обладнання з сонячної батареї «Стардайвера», але до того часу, коли він зміг його активувати, шаттл уже отримав пошкодження. Парнас Бета був найближчою планетою, на якій він міг сісти, і вона опинилася прямо на шляху Горнів. Пайк запитує, чи міг би він створити ще один такий пристрій; Скотт не міг би, якщо б у них не було зоряної матриці «Hubble K17C Stellar Assessment Array».
М'Бенга доглядає за пораненими, Ортегас пропонує допомогу. Вона запитує, чи чув він про Чапель. Йому казали, що вона повернулася на «Каюгу».
На борту «Ентерпрайза» Спок помічає ще два мисливські кораблі Горнів, які все ще знаходяться на своєму боці лінії. Приходять Ухура та Пелія, які просять поговорити з ними. Їм вдалося тріангулювати розташування джерела поля перешкод на протилежному боці Парнас Бета — чужої структури, яку, як вони вважають, Горни транспортували із собою. Уна вказує, що вогонь зі зброї спровокував би відповідь, але Пелія нагадує — Горни не реагували на космічне сміття. Ухура вважає, що шматок сміття, достатньо великий, щоб вціліти при входженні в атмосферу, може бути використаний, щоб знищити її та відновити зв'язок і транспортери. Уна розуміє, що є такий шматок: тарілка «Каюги». За допомогою правильних розрахунків і кількох добре розміщених ретроракет вони могли зробити так, ніби орбіта «Каюги» руйнується природним шляхом. Спок вважає, що розмістити ретроракети було б майже неможливо для людини, і на це потрібні добровольці. Уна стурбована тим, що доля Чапель впливає на його судження. Спок визнає, що засмучений, але ще не піддався журбі. Спок також вказує, що він єдиний член екіпажу, який міг би виконати завдання; якщо це б мало успіх, то мав бути він.
Ті, хто вижив, намагаються якомога більше відпочити. Пайк прокидається і пробирається до дверей. Батель прямо за ним; Пайк сподівається, що зможе дістатися до шатла Скотта та знайти його транспондер. Батель нагадує, що вони не можуть взяти всіх — але Пайк зосереджений на одній проблемі за раз. Батель не має наміру відпускати його одного. Скотт також прокидається, кажучи, що їм знадобиться його допомога — він підслухав розмову. Він пропонує повернутися назад і не використовувати вулицю, щоб уникнути Горнів. Пайк кидає йому фазерний пістолет.
На борту уламків «Каюги» рівень кисню досяг критичного рівня. Чапель отямлюється і невпевнено піднімається на ноги, повертаючи системи життєзабезпечення принаймні ще на годину. Вона збирає всі запаси, які може знайти, перш ніж бачить щось за межами сусіднього оглядового вікна: «Ентерпрайз». Взявши ліхтарик, вона починає світити крізь нього, намагаючись показати себе. Спок в космічному костюмі заходить на корпус і починає встановлювати ретроракети. Чапель бачить Спока, що пропливає повз, і намагається дотягнутися до нього. У відчаї вона прямує до сусіднього відсіку для скафандрів і хапає один.
Всередині розбитого шатла Скотт знаходить пристрій, приєднаний до однієї з консолей. Він просить допомоги Пайка, щоб підняти його, вказуючи Батель на апарат іонного зварювання десь неподалік. Поки Батель шукає, їхню увагу привертає клацання неподалік молодого Горна. Намагаючись не діяти надто вороже, Пайк розводить руками.
Одягнувшись, Чапель чує, що хтось намагається отримати доступ до комп'ютера. Подумавши, що це може бути Спок, вона наближається — але довгий хвіст попереджає про присутність дорослого Горна, і вона швидко ховається. Вона дивиться на сусідню заморожену трубку Джеффрі і отримує ідею.
Пайк, Батель і Скотт з нетерпінням чекають, що зробить дитинча. Горн гарчить і відступає через пролом, а Батель блокує вхід. Батель вважає, що їм пощастило. Скотт вважає, що йому, можливо, доведеться зламати квадрокоптер та використати іншу з масиву щитів.
Спок встановлює останні ракети на відкритий місток «Каюги», і тарілка починає рухатися. Крізь відображення на склі консолі Спок бачить хвіст дорослого Горна позаду нього та бере фазер. Горн б'є хвостом, обеззброюючи його. Саме тоді входить Чапель, на велике здивування Спока, коли Горн атакує. Спок атакує Горна, але той бере верх і готується розтрощити шолом. Чапель намагається схопити фазер Спока, і їй вдається зробити постріл. Спок хапає шматок перил містка і пробиває шолом Горна, той гине від втрати кисню та сильного холоду.
Пайк запитує Батель, чому Горн відступив від неї. Коли вона дає ухильні відповіді, Пайк наполягає; він пройшов весь цей шлях, щоб врятувати її, і просить довірити йому правду. Вона закочує рукав, показуючи, що її заразили Горни. Це сталося напередодні, дозрівання відбувається за півтори доби.
Спок і Чапель пливуть через відкритий міст «Каюги», коли тарілка починає згоряти в атмосфері.
Батель закликає Пайка залишити її, знаючи, що станеться. Пайк не хоче дозволити їй померти; він зазначає, що Хеммер не давав їм вибору. І Батель дає йому відповідь: вона має намір використати пристрій на його човнику, запустити його у вежу Горнів, щоб знищити, і дозволити Пайку та іншим повернутися на «Ентерпрайз». Скотт дивиться вгору, кажучи їм триматися за щось. Поки вони спостерігають, тарілка "Каюги "врізається у вежу Горнів.
Зв'язок і транспортери відновлені, Спок вимагає, щоб на борт було транспортовано двох. Розуміючи, що він знайшов Чапель, Уна радісно сигналізує Пайку. Спочатку він змушує їх стежити за колоністами, а потім наказує відправити трьох прямо в лікарню. Спок і Чапель піднімаються на борт. Уна відправляє медсестру в лазарет і просить Спока підійти на місток.
Чапель чекає в лазареті, поки Пайк, Батель і Скотт піднялися на борт. Пайк каже, що Батель потрібно негайно ввести заспокійливе через інвазію Горна; Чапель також знає, що їм знадобиться стазисне поле. Батель каже Чапель убити її, якщо є ознаки того, що це неможливо зупинити. Пайк не має наміру відмовлятися від неї, і Чапель запевняє в подібному. Коли Пелія входить, Пайк знайомить її зі Скоттом, якого вона знає як «Скотті» — одного з її найкращих студентів в Академії, який також отримав одні з її найгірших оцінок.
Пайк підіймається на місток, Уна повідомляє йому, що есмінець Горнів вийшов на орбіту, залишаючи їх протистояти чотирьом кораблям; Спок повідомляє більше по дорозі. Пайк каже Ухурі надіслати термінове повідомлення Зоряному флоту з інформацією, яку вони дізналися, а потім закликає телепортувати тих, хто вижив. Спок, однак, не виявляє жодних ознак людського життя на Парнасі Бета — і залишкові сліди транспортування вказують на те, що вони були передані Горном.
Три кораблі-мисливці починають відкривати вогонь, завдаючи серйозної шкоди. Чапель вводить Батель заспокійливе в стазисному полі, а Пелія та Скотт швидко йдуть до інженерії. Ухура отримує пріоритетний сигнал від Зоряного Флоту, який наказує їм негайно відійти. Мітчелл протестує, оскільки Горни утримують людей. Пайк дивиться на екран у приголомшеній тиші, а Уна вимагає у нього наказів.
Іноді монстр є просто монстром

## Сприйняття та відгуки
На сайті «Rotten Tomatoes» епізод станом на серпень 2024 року отримав 100 % підтримки на основі 6 голосів.
В огляді «StarTrek.com» зазначалося: «Риси обличчя капітана стають твердішими, його рішучість, здається, змінюється, коли він розмірковує про небезпеку, з якою зіткнувся його екіпаж. Обмірковуючи свій наступний крок, Пайк позирає на екран, де простір наповнений ворогами та енергетичними вибухами.»
В огляді «Den of Geek» зазначено: «Фінал 2 сезону „Гегемонія“ є загалом гарним завершенням цієї серії епізодів — в найширшому значенні цього слова. Гарний епізод „Дивних нових світів“ все ще є досить видатним епізодом, і як кінець сезону, „Гегемонія“, безперечно, є насиченою небезпечними пригодами, яка показує жахливе повернення Горна, знищення USS „Каюга“, і довгоочікувану появу молодого Монтгомері Скотта.»
«TV Tropes» здійснює детальний розбір аналогій, неспівпадінь та недоречностей епізоду.
В огляді «TrekMovie.com» зазначено: «Надійний фінал чудово завершує сезон, сповнений емоцій і, звичайно, великих переживань. Стрибок в наступний сезон — це класика для епізодичного „Трека“. Однак, це ще більш важко сприймати, оскільки, ймовірно, пройде більше часу, перш ніж ми отримаємо продовження.»
На сайті «IMDb» станом на вересень 2024 року епізод отримав 8.6 з 10 зірок схвалення при 3236 голосах.

## Знімались
| Актор             | Роль                    |
| ----------------- | ----------------------- |
| Енсон Маунт       | Крістофер Пайк          |
| Ітан Пек          | Спок                    |
| Крістіна Чонг     | Ла'ан Нуньєн Сінгх      |
| Джесс Буш         | Кристина Чапель         |
| Селія Роуз Гудінг | Нійота Ухура            |
| Мелісса Навія     | Еріка Ортегас           |
| Бабс Олусанмокун  | Доктор М'Бенга          |
| Ребекка Ромейн    | Номер Один              |
| Мартін Квінн      | Монтгомері Скотт        |
| Адріан Голмс      | Роберт Ейпріл           |
| Мелані Скрофано   | капітан Бател           |
| Ден Жаннотт       | Джон Семюел             |
| Керол Кейн        | Пелія                   |
| Ронг Фу           | Дженна Мітчелл          |
| Метт Дженсен      | енсін Аппел             |
| Алекс Капп        | комп'ютер "Ентерпрайза" |
| Ноа Ламанна       | Джей                    |
| Ворнер Шерер      | Горн                    |